# Peccatel

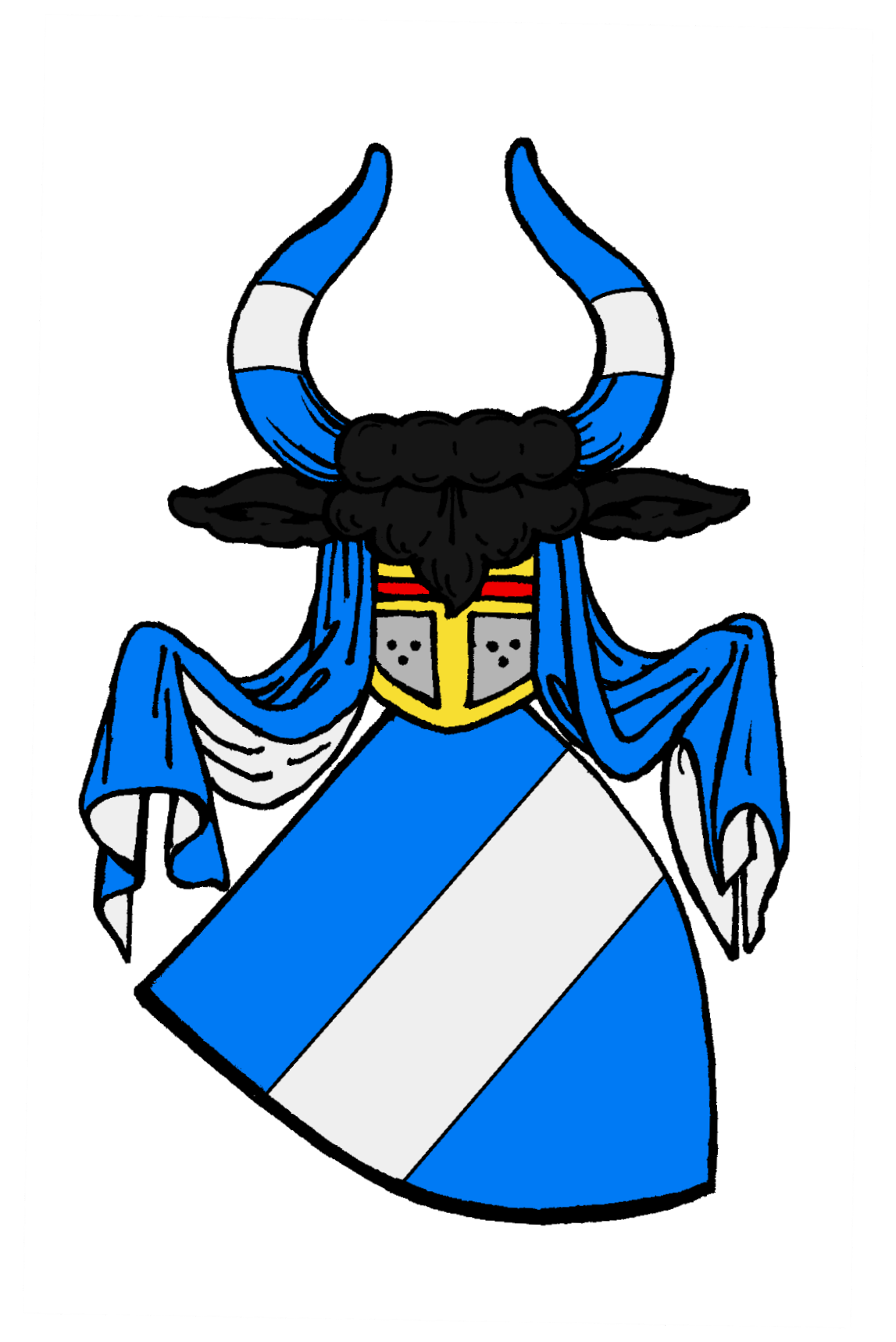
Stammwappen der Familie Peccatel mit Helmzier in ursprünglicher Form

Peccatel, historisch auch Piccatel und  Pykatel, zuletzt auch Peckatel, ist der Name eines 1773 erloschenen mecklenburgischen Adelsgeschlechts mit Stammhaus in Peckatel (Plate), einem Ortsteil der Gemeinde Plate.

## Geschichte
Das in Mecklenburg wohl eingeborene Geschlecht, nach Lisch ursprünglich vielleicht namentlich aus der Grafschaft Schwerin stammend, erschien mit Berend Piccatel, urkundlich 1218 bis um 1230, Ritter und Rat der Herren von Werle. Mit ihm begann auch die durchgängige Stammreihe.
Die Peccatel waren Lisch folgend nicht nur wappen-, sondern auch stammverwandt mit den nicht minder angesehenen und reichen von Plote (auch Plate(n); die jüngere Linie zu Wesenberg, belehnt mit der stargardischen Erbmarschallswürde, erlosch 1464 mit Joachim von Plate; die ältere Linie derer von Platen auf Jarchow bei Brüel starb erst in der zweiten Hälfte des 16. Jahrhunderts aus), sowie vielleicht mit den von Zülow, da diese ebenfalls einen Querbalken im Schilde führen und das Dorf Zülow nicht weit von Plate und Peccatel liegt. Ebenso sei nach Lisch nicht unwahrscheinlich, dass die Manteuffel, welche wahrscheinlich aus dem Lande Stargard stammen, mit den alten stargardischen Familien von Peccatel und von Plate stammverwandt seien, da sie dasselbe Wappen, einen Querbalken im Schilde, führen.
Die von Peccatel waren die mächtigste Adelsfamilie des Landes Stargard, die schon in der Mitte des 13. Jahrhunderts im Besitz ihrer Hauptburg, dem bekannten Städtchen Prillwitz mit den angrenzenden Gütern Hohen-Zieritz, Peccatel etc. und vielen andern Dörfern, erscheint.
Prillwitz scheint schon in vorchristlicher Zeit ein Ort von besonderer Bedeutung gewesen sein, da es das ganze Mittelalter hindurch eine ungewöhnliche Rolle spielt. Es wurde vermutet, dass hier das berühmte wendische Zentralheiligtum Rethra gestanden habe. Die Beschreibungen und Entfernungen würden dafür stimmen, eine wissenschaftlicher Nachweis für diesen Rethra-Standort gelang jedoch hier ebenso wenig wie bei mehreren dutzend anderen Lokalisierungsversuchen und Rethra-Hypothesen für andere nordostdeutsche Orte. Um Prillwitz befinden sich einige erhabene Hügelgräber aus vorchristlicher Zeit, die jedoch deutlich älter sind. Nachdem das Kloster Broda das dortige Gut verloren hatte, wurde es Lehen der Herren von Peccatel, die nicht allein Ritter, sondern auch Burgmänner von Prillwitz genannt wurden. Die Burg Prillwitz, von der heute unweit des Herrenhauses nur noch der „Schlossberg“ erhalten ist, ein Adelssitz aus der Zeit deutscher Kolonisation und die von Peccatel dort schlossgesessen waren. In den Urkunden des Mittelalters wird Prillwitz, wie Cummerow, als Stadt oder ein Städtchen genannt. Nachdem das Land Stargard an Mecklenburg gefallen war, wurden die von Peccatel von den mecklenburgischen Fürsten wiederholt mit Burg und Stadt Prillwitz belehnt, mussten sich dabei aber gegen diese zur Öffnung der Burg verpflichten. 1331 kam es zwischen dem Ritter Konrad von Peccatel und dem Kloster Broda im Streit um die Gemarkungsgrenzen von Olden Reeze und Nova Reeze zu einem Vergleich. Durch Verpfändungen begann der einst große Besitz der Herren von Peccatel allerdings schon im 15. Jahrhundert sich zu verkleinern.
1274 werden die Ritter Bernhard und Heinrich von Peccatel mit dem Dorf Peckatel (Klein Vielen) belehnt. Im Jahre 1464 wird Henning Peccatel mit der Erbküchenmeisterwürde der Herrschaft Stargard belehnt. Die Brüder Henning, Heinrich und Jürgen Peccatel haben 1523 die Union der mecklenburgischen Landstände für die Familie mitgezeichnet.

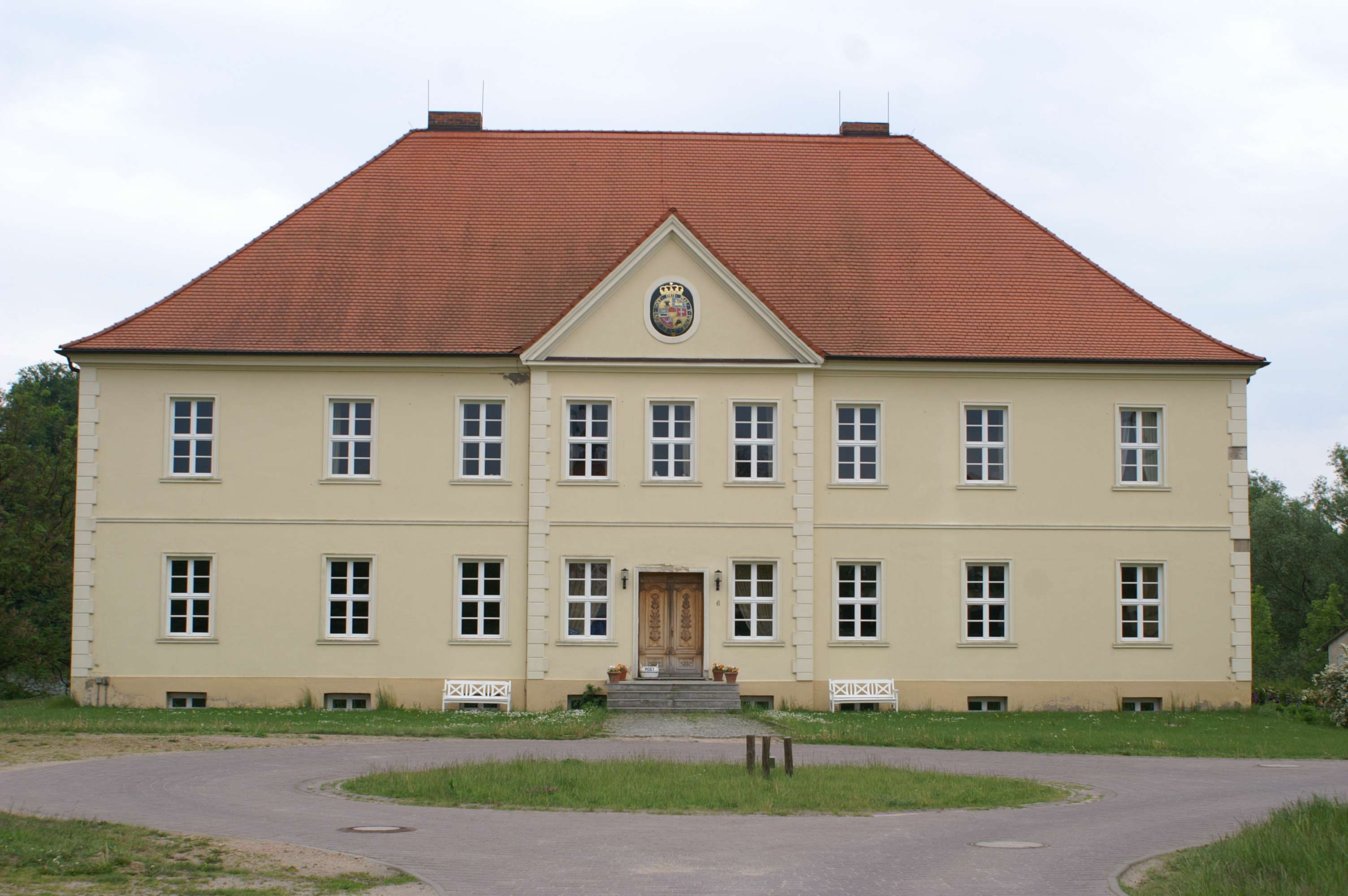
Gutshaus Weisdin

Weisdin – südlich des Sees befindet sich eine Burgruine der Peccatel – war über 500 Jahre bis 1761 in ihrem Besitz. Nachdem ein Brand um 1740 das alte Gutshaus und fast das gesamte Dorf zerstört hatte, ließ Gotthard Carl Friedrich von Peccatel († 1773) im Jahr 1749 das Herrenhaus am Nordufer des Mittelsees im Stil des Barock errichten, sowie gegenüber den beachtlichen Kirchenbau. 1761 kam Weisdin in den Besitz des Herzogs Adolf Friedrich IV. von Mecklenburg-Strelitz.
Mit Gotthard Carl Friedrich von Peccatel auf Weisdin ist 1773 sein Geschlecht im Mannesstamm erloschen. Er ließ am 23. Januar 1753 seine am 13. Dezember 1752 in Weisdin geborene Tochter Catharina Friederike zur Aufnahme in das adlige Damenstift im Kloster Dobbertin einschreiben. Sie, die letzte von Peccatel, starb 72-jährig am 13. März 1824 in Berlin als Witwe des August Dietrich von Oertzen auf Blumenow.

## Historischer Güterbesitz
Zu den merkwürdigsten Gegenden für die älteste Geschichte Mecklenburgs gehört nach Lisch ohne Zweifel der Landstrich zwischen dem südlichen Ende des Tollensesees und der östlichsten Biegung der Müritz, oder vom Liepssee bis zum Specker See und zum Düster-Wohld (silva tenebrosa), dort, wo die Ortschaften Nemerow, Prillwitz, Hohen-Zieritz, Peccatel, Kostal (später Adamsdorf), Kratzeburg, Pieverstorf, Dambeck, Speck liegen, um die Quellen der Havel. Diese Gegend gehörte in alten Zeiten der mächtigen adeligen Familie von Peccatel, auf dem Schlosse und „Städtchen“ Prilwitz gesessen, deren gewaltige Burgwälle noch heute Zeichen ihrer Macht sind.
In einer Urkunde von 1408 werden alle peccatelschen Hauptgüter aufgeführt: Prilwitz, Usadel, Blumenholz, Weisdin (bis 1761), Dolgen, Oldendorf, Hohen-Zieritz, Peccatel, Langhagen, Stribbow, Peutsch, Dambeck, Zahren, Lübchow, Liepen, Wustrow, Zippelow, Ziercke, zu denen noch viele dienst- und pachtpflichtige Bauerndörfer gehörten.
Das Dorf Kostal wird in alten Zeiten wenig genannt, da es früh verwüstet war und noch während des 15. Jahrhunderts wüst lag. Merkwürdigerweise gehörte es, obgleich mitten unter Lehngütern gelegen, den Landesherren; am 9. Juni 1460 verpfändete der letzte Herzog von Mecklenburg-Stargard dem Henneke von Holstein auf Ankershagen die eine Hälfte des wüsten Dorfes Kostall und darauf verpfändeten die Herzoge Heinrich (vor 1466) und Ulrich (vor 1471) von Mecklenburg-Stargard den von Peccatel die andere Hälfte, worauf nach dem Aussterben der herzoglichen Linie Mecklenburg-Stargard der Herzog Heinrich der Dicke von Mecklenburg-Schwerin zwischen 1471 und 1477 dem Claus von Peccatel auf Groß Vielen die andere Hälfte der wüsten Feldmark Kostal mit sechs freien Hufen für eine neue Anleihe von 100 Mark aufs neue verpfändete und sich ausdrücklich den eigenen Gebrauch nach der Wiedereinlösung vorbehielt und allen benachbarten Vasallengeschlechtern die Auskaufung derer von Peccatel versagte: denn bei Kostal liegt ein großer Steinwall von fast einer Viertel Meile Länge, in dessen Nähe ein heidnischer und ein christlicher Kirchhof und viele heidnische Gräber liegen. Das Gut Kostal war in neueren Zeiten wieder aufgebaut und ist später Adamsdorf genannt worden, nach Lisch vielleicht, weil der ursprüngliche, wendische Name deutsch verballhornt Kuhstall, plattdeutsch Kohstall, etwas unästhetisch klang.
Zudem waren in peccatelschem Besitz:
Blumenhagen, Dahlen, Gievitzin, Ivenack (Pachtbesitz 1605–1625), Krase, Tressow, Groß Vielen und Weitin.
In weiblicher Linie wurden zudem die Güter Groß Helle (bis 1785) und Wrodow (pfandweise 1751–1785) besessen.
 Besitzungen 
Flächen des Hauses Wenden
- 1274–1646 Peckatel mit Burg, Kirchdorf, Adamsdorf, Brustdorff aus Kostel, 1250 ha.
- 1286–1616 Prillwitz mit Kirche und Burg, 500 ha.
- 1274–1616 Zippelow, 350 ha.
- 1272–1560 Groß Vielen, 2722 ha.
- 1272–1661 Klein Vielen, 2950 ha.
- 1274–1558 Lübkow, 350 ha.
- 1274–1449 Zahren, 724 ha.
- 1282–1727 Liepen, 1800 ha.

Flächen des Hauses Stargard
- 1213–1761 Weisdin, 600 ha.
- 1327–1761 Blumenhagen, 1500 ha.
- 1274–1590 Hohenzieritz, 900 ha.
- 1364–1726 Zierke, 1200 ha.

## Wappen
Das Stammwappen zeigt in Blau einen silbernen Querbalken. Auf dem (gekrönten) Helm mit blau-silbernen Decken ursprünglich ein Stiergehörn mit Grind und Ohren (1396). also ähnlich wie die landesherrlichen Helme. Daraus ist dann in der Folge ein vorwärtsgekehrter schwarzer Stierkopf geworden, dessen Hörner die Schildfigur wiederholen. Im Siebmacher von 1701 erscheint der Stierkopf einem Bockskopf ähnlicher.

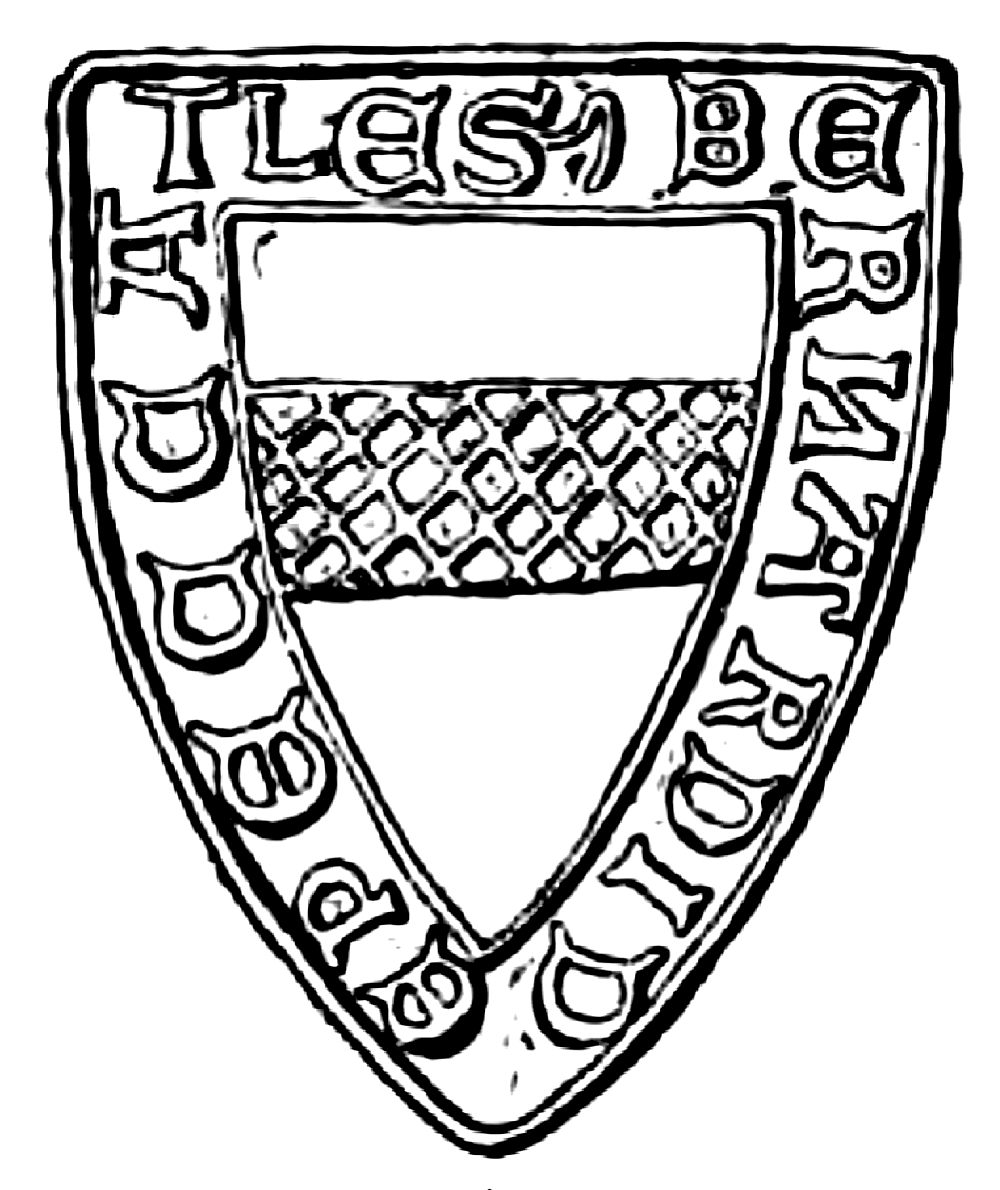
Siegel des Bernard von Peccatel von 1312 nach Friedrich Crull
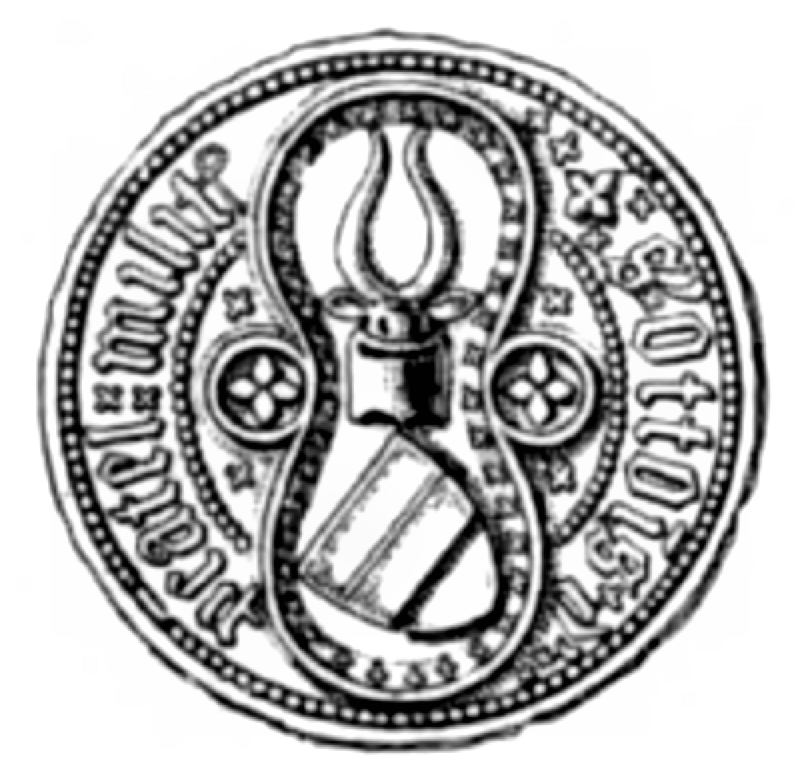
Siegel des Ritters Otto von Peckatel 1396
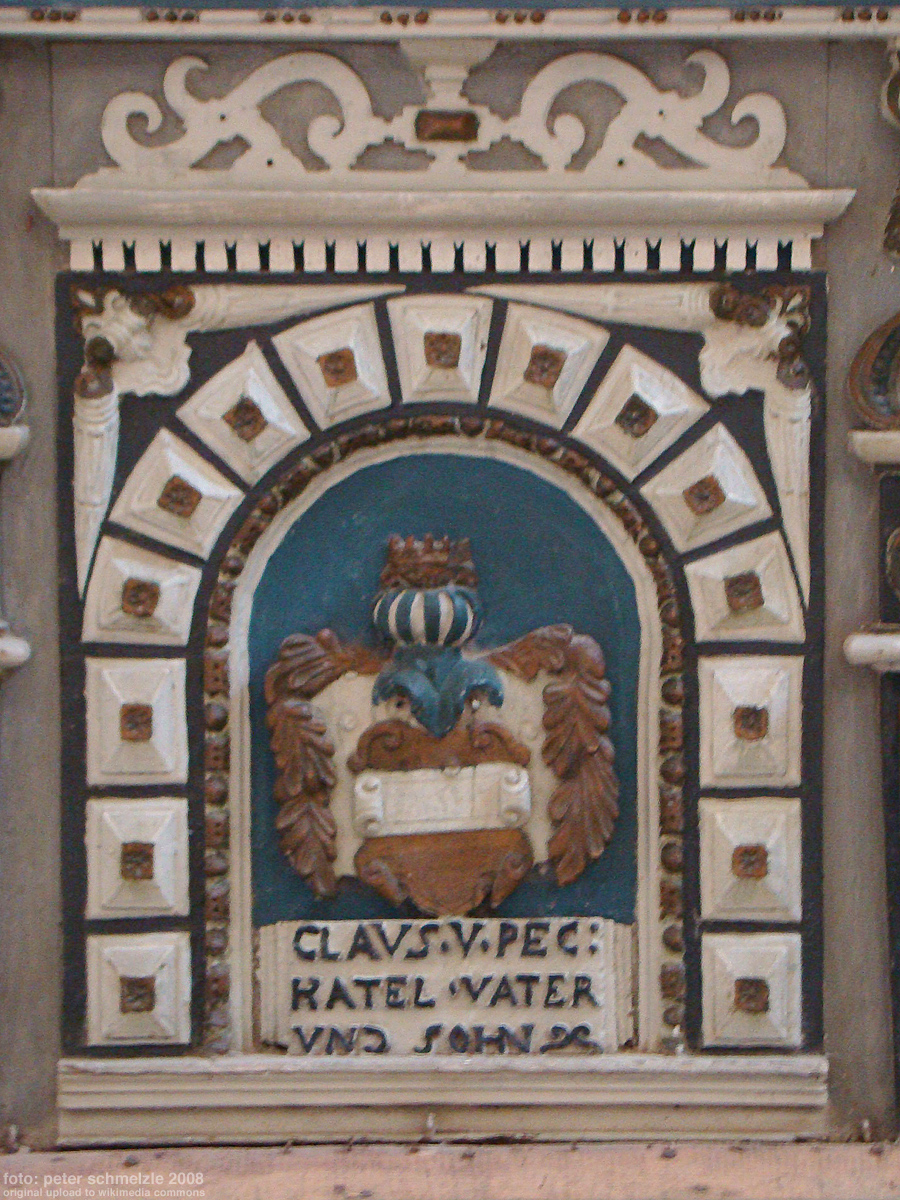
Wappen von Claus Peccatel (18. Jh.) in der Kirche Ivenack
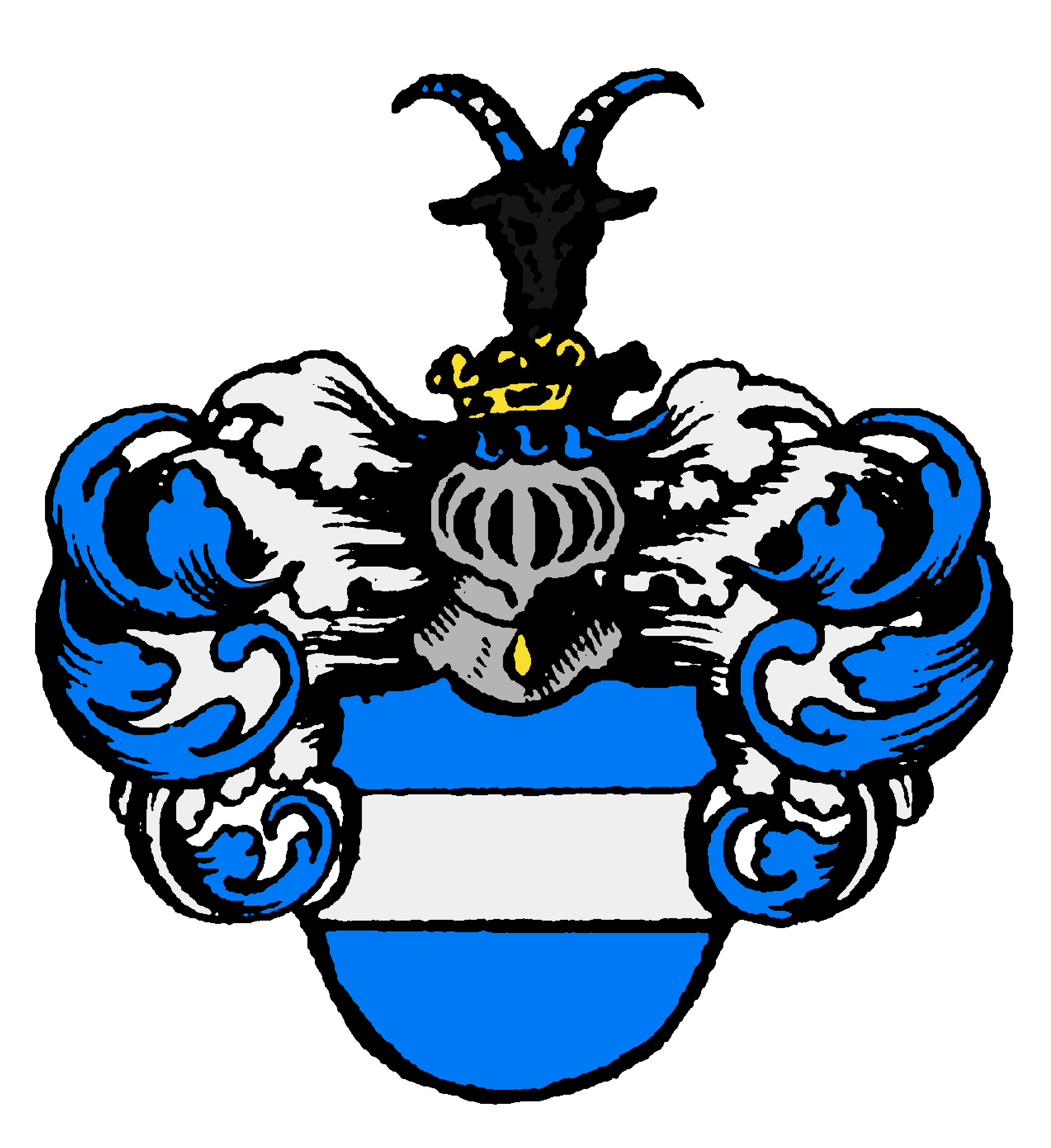
Wappen der Peccatel nach Siebmacher (1701)

## Namensträger
- Berend (Brand) vor 1170, soll 1188 Teilnehmer eines Kreuzzuges ins Heilige Land gewesen sein, 1213 in Weisdin, urkundlich 1218 genannt, 1227 Ritter des Fürsten Heinrich Burwin I.
- Gerold (Gerd), 1226–1262, auf Peckatel, Weisdin, Rumpshagen, Ritter und Rat des Fürsten Johann I. von Mecklenburg.
- Gerold (Bernhard), 1240–1310, Dominus, Ritter und Zeuge auf Urkunden Nicolaus I. von Werle-Wenden, 1302 Herr von Stargard.
- Albrecht von Pecatel (auch Otte genannt) († nach 1395), Vitalienbruder, Hauptmann der Mecklenburger bei der Besetzung von Wisby im dänisch-mecklenburgischen Erbfolgekrieg
- Claus von Peccatel (1548–1615), Geheimer Rat von Herzog Ulrich, auch markgräflich badischer Rat und Obrist, Hauptmann auf Ivenack[12][13][14]
- Georg von Peccatel, 1637 Mitglied der Fruchtbringenden Gesellschaft
- Ilsabe Maria von Peccatel, Tochter von Berend von Peccatel auf Blumenhagen, 1655–1665 Domina im Kloster Ribnitz
- Gotthard Carl Friedrich von Peccatel, 1715–1773, war verheiratet mit Amalie von Rieben und hatten sechs Töchter. (Ultimus Gentis).

### Gedruckte Quellen
- Mecklenburgisches Urkundenbuch (MUB)
- Mecklenburgische Jahrbücher (MJB)
- Lübecker Urkundenbuch (LUB)

### Ungedruckte Quellen
Landeshauptarchiv Schwerin (LHAS):
- Genealogische Sammlung zu von Peccatel von Latomus, von Behr, von Hoinckhusen, von Rodde.